# ブルックリン-バッテリートンネル
ブルックリン-バッテリートンネル (Brooklyn–Battery Tunnel) 正式名称ヒュー・L・ケアリートンネル (Hugh L. Carey Tunnel) は、ニューヨーク市のイースト川の水底を渡りマンハッタン島とロングアイランドのブルックリン区をつなぐ有料道路である。このトンネルは二本のチューブによる計4車線で構成されており、全長は9,117 feet (2,779 m) で北アメリカで最長の自動車用水底トンネルとなっている。1950年に開業し、かつてはニューヨーク州道27A号線 (NY 27A) が、現在は未公認州間高速道路 478号線 (I-478) が走っている。このトンネルの名前は、かつてのニューヨーク州知事ヒュー・L・ケアリーを取った正式名称が2010年12月に定められた。

## 概要

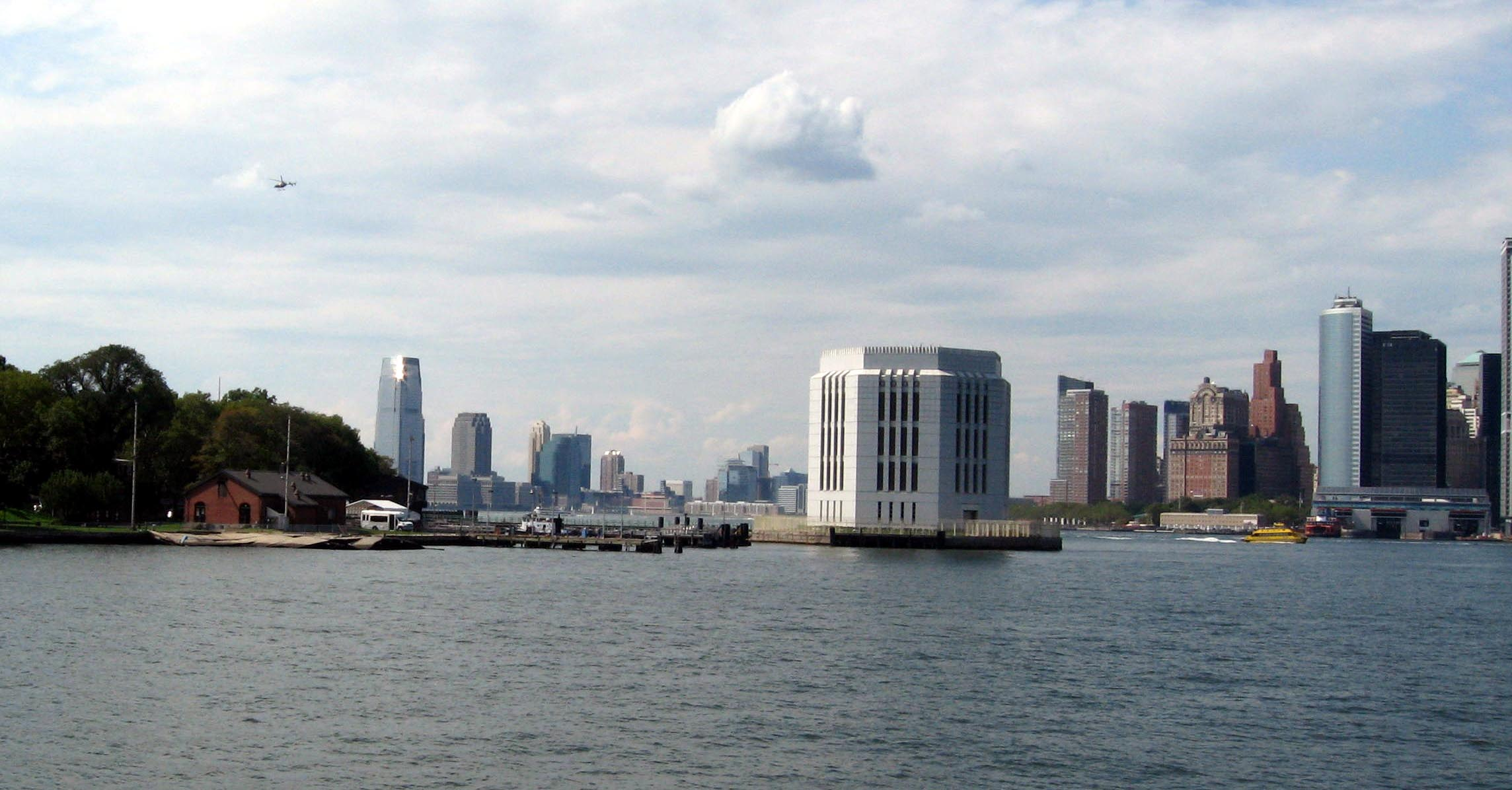
ガバナーズ島（左）とブルックリン-バッテリートンネル換気塔（右）。

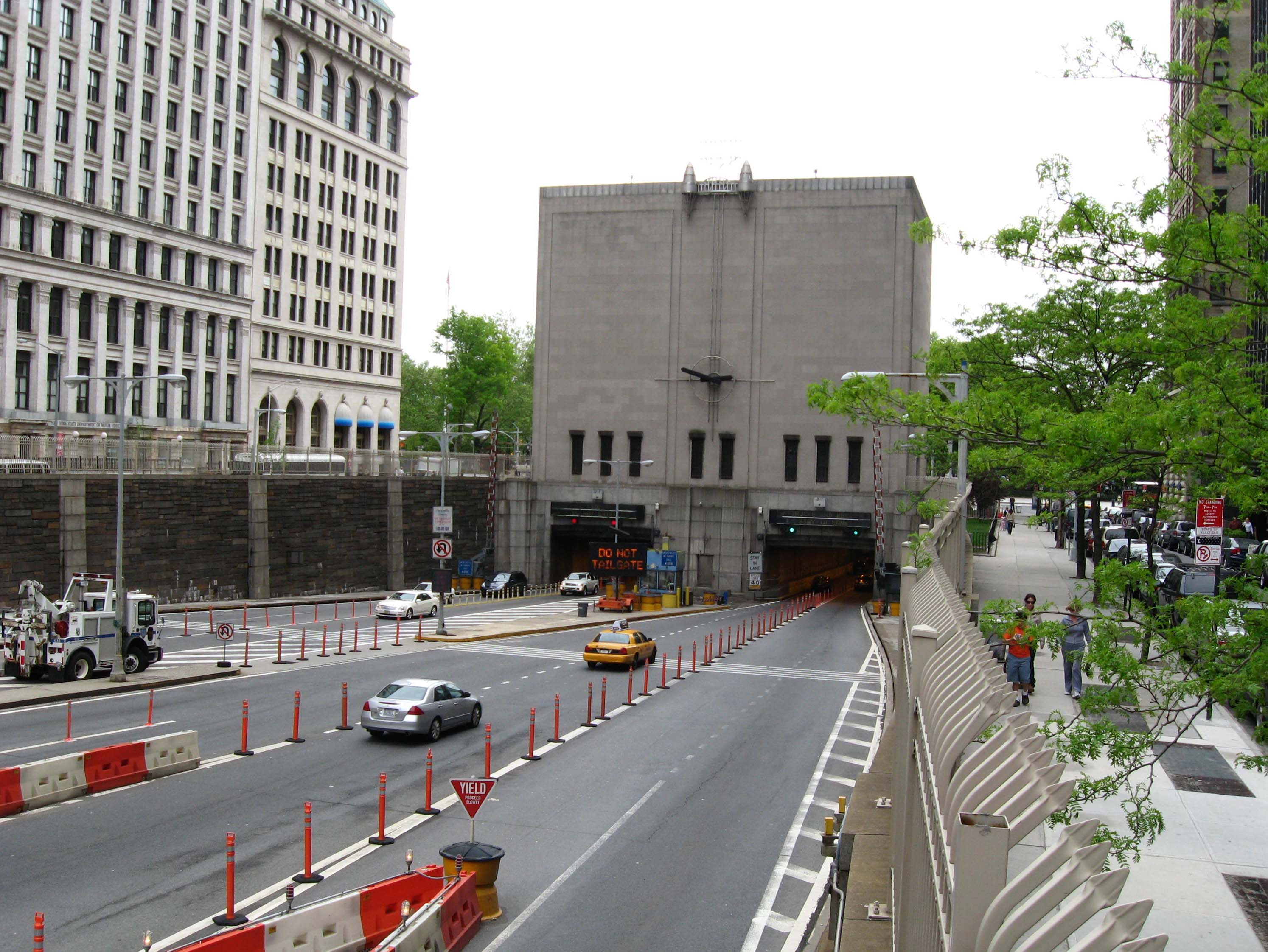
マンハッタン側の出入口。

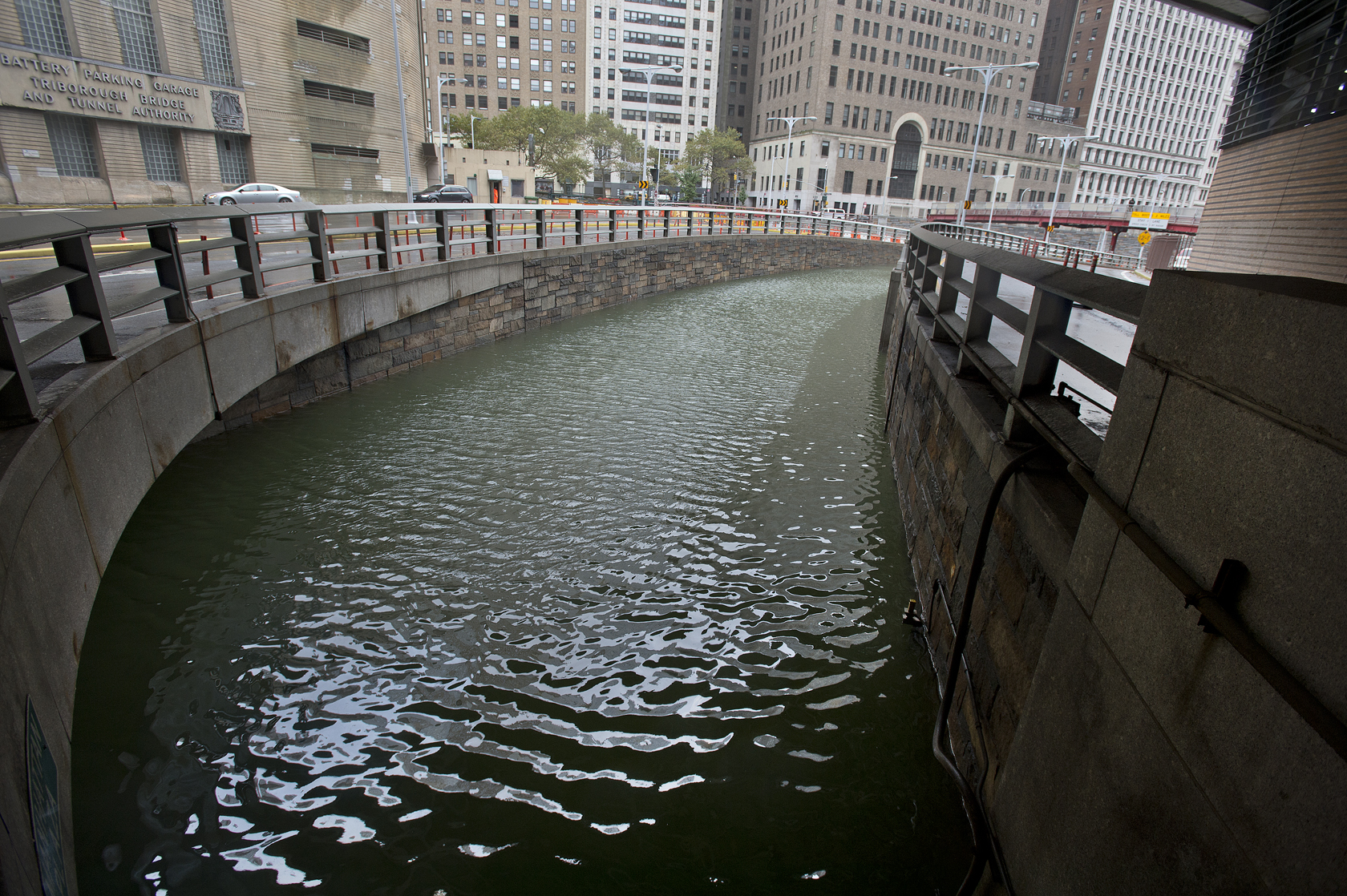
ハリケーン・サンディによる浸水。

ブルックリン-バッテリートンネルは、マンハッタン島最南端のバッテリー・パークの手前からブルックリンのレッド・フックへと延びている。バッテリー (Battery) とは、このバッテリー・パークのことを指している。ニューヨーク市の初期の歴史において、この場所には防衛のための砲台 (artillery battery) が設置されていた。このトンネルはニューヨーク市の所有であり、メトロポリタン・トランスポーテーション・オーソリティの系列機関であるMTAブリッジーズ・アンド・トンネルズによって運営されている。合計4つの換気塔を持ち、二つはマンハッタンに、一つはブルックリンに、もう一つはガバナーズ島に建てられている。これらによって90秒ごとに完全にトンネル内の空気が入れ替わるようになっている。このトンネルはガバナーズ島のすぐ側の水底を走っているが、この島への交通の接続はしていない。
このトンネルには、マンハッタンとブルックリンもしくはスタテン島を結ぶ26の高速バス路線が走っている：MTAバスによるBM1, BM2, BM3, and BM4、およびMTAニューヨーク市交通によるX1, X2, X3, X4, X5, X7, X8, X9, X10, X11, X12, X14, X15, X17A, X17C, X19, X27, X28, X31, X37, X38, and X42である。

## 歴史
このトンネルの建設は、1940年10月28日に始まった。ニューヨーク市トンネル・オーソリティー (New York City Tunnel Authority) 主導のプロジェクトで、起工式にはフランクリン・ルーズベルト大統領も出席した。ワシントン・ストリートが中心を走っていたリトル・シリアの大部分はこのトンネルの出入り口の建設のために破壊された。このキリスト教シリア人／レバノン人たちのコミュニティは後にブルックリンのアトランティック・アベニューへと移った。設計はen:Ole Singstadで、第二次大戦前に部分的に完成し、戦時中の建設中断を経て、 1950年5月25日に開業した。この間、トライボロ・ブリッジ・オーソリティーがトンネル・オーソリティーと合併し、新たにできたTBTAがこのプロジェクトを引き継いでいる。
2010年12月8日、ニューヨーク州議会はブルックリン-バッテリートンネルの名前を以前の州知事ヒュー・L・ケアリーの名前に置き換える決議を行い、2012年10月22日に公式に改名された。
このトンネルは2012年10月29日にハリケーン・サンディの高潮により水没し、一時閉鎖された。11月13日には、推計86ミリオンガロンの排水および清掃が完了し、再開業した。

## 州間高速道路478号線
ブルックリン-バッテリートンネルとその前後の出入り口の区間は、未公認州間高速道路 I-478 に指定されている。マンハッタン側ではNY 9A（ウエスト・サイド・ハイウェイ）に、ブルックリン側ではI-278に接続している。